# Frères Grimm (comics)
Pour les articles homonymes, voir Frères Grimm (homonymie).
Les frères Grimm (the Brothers Grimm) sont deux super-vilains appartenant à l'Univers Marvel de la maison d'édition Marvel Comics. Ils sont apparus pour la première fois dans le comic book Iron Man #187 en 1984.

## Biographie des personnages
Les jumeaux Percy et Barton Grimes travaillaient dans un théâtre en Californie, où ils trouvèrent les mannequins Grimm originels. Pour s'amuser, ils se vêtirent des costumes et héritèrent des pouvoirs du premier duo. En tant que Frères Grimm, ils attaquèrent le restaurant d'un rival et affrontèrent Iron Man qui les arrêta.
Devenus criminels professionnels, ils rejoignirent l'Équipe de nuit et prêtèrent main-forte à Captain America contre le Power Broker. Ils attaquèrent ensuite Moon Knight dans le but de le tester, pour voir s'il pouvait diriger l'équipe.
Plus tard, ils furent engagés par Crossfire qui avait mis à prix la tête d'Œil-de-Faucon. 
Pendant les Actes de Vengeance, les Frères Grimm furent libérés de prison par le Sorcier. Ils affrontèrent Spider-Man plusieurs fois, pour échouer à chaque rencontre, même lorsqu'ils furent aidés par Titania et Graviton.
Revenus dans le droit chemin grâce au Suaire, ils luttèrent contre un gang mais quand le Bourreau reprit le commandement de l'Équipe de Nuit, ils replongèrent dans le crime et combattirent les Vengeurs de la Côte Ouest. Ils furent finalement arrêtés et transférés au Raft.
Ils s'échappèrent de la prison quand Electro organisa une évasion de masse et disparurent de la circulation.
Après la Guerre Civile, les Frères furent engagés par The Hood. Le duo fut battu par Nighthawk et la Gargouille, deux anciens Défenseurs.
Durant l'invasion Skrull, le syndicat de The Hood aida les super-héros à repousser les aliens, à New York.

## Pouvoirs et capacités
Les frères Grimm possèdent un pouvoir magique de conjuration. Ils peuvent faire apparaître de petits objets, grâce à des tours de passe-passe. Les objets sont en général utilisés de manière offensive : poussière paralysante, œufs remplis de solution corrosive, cordelette très résistante, fumée empoisonnée...